# 能登杜氏
能登杜氏（のととうじ）とは、石川県能登半島の先端付近、珠洲市や珠洲郡内浦町（現・鳳珠郡能登町）を発祥地とする、日本酒を造る代表的な杜氏集団の一つ。杜氏の流派として捉えたときには能登流（のとりゅう）と称され、味の濃い酒質を製成酒の特徴とすると一般に言われる。

## 歴史

### 大正時代以前
技能集団としての発祥は江戸時代後期と伝えられる。能登半島の海岸沿いの丘陵地は耕地面積が狭く、農業を営むには不適で、ほかに特産物もなかったために、農閑期には近畿地方へ酒造りのための出稼ぎが発生した。こういう人々は能登衆（のとしゅう）と呼ばれ、他地域からの杜氏集団とは異なる、独自の酒造技術を伝承していった。
明治時代には大津に能登衆の職業斡旋所である能登屋（のとや）という組織が誕生した。能登屋では杜氏や蔵人を主に近江や山城の酒蔵へ斡旋していた。
やがて鉄道ができると、斡旋先は富山、石川、福井、滋賀、京都、愛知、三重、静岡の各府県へと拡大した。
杜氏組合としての発祥には二説あり、日本酒評論家の藤田千恵子によれば、明治34年（1903年）にすでに能登杜氏組合設立にともなう記念行事として同年8月に初の酒造講習会が開催されたという。
いっぽう酒蔵環境研究会によれば、明治37年（1906年）に珠洲郡杜氏組合がはじめに設立され、これが大正10年（1922年）に至って能登杜氏組合に改称されたのだ、としている。

### 昭和時代以降
最盛期となる昭和初期には、能登杜氏の赴任先は遠く北海道、朝鮮、樺太、満州、シンガポールの酒蔵にまでそれは及ぶようになった。昭和2年（1927年）には、本土内外で能登杜氏として登録され酒造りを行なっていた者の数は402名、蔵人は1644名にのぼるとの記録が残っている。
平成8年（1996年）、発祥地珠洲市と姉妹都市の関係にあるブラジルのペロタス市へ、ブラジルで需要の高い日本酒の現地生産の可能性を模索するために、技能集団として招聘され、農口尚彦、天保正一、道高良三などの名杜氏が赴いた。ペロタス市周辺の醸造適性は高いと判断されたため、珠洲市は山田錦と五百万石の種籾をペロタス連邦大学に送付し、現地ではこれを栽培して日本酒の製造が始まった。

## 能登杜氏高等職業訓練校
以前は酒造技能者を養成するために珠洲市飯田町に、昭和42年（1967年）に「能登杜氏高等職業訓練校」を設立し、酒蔵従業者や蔵人の後継者の育成を図っていた。
訓練期間は当初は3年、後に2年。清酒醸造に必要な器具や装置の取り扱いから作業に関する技能と関連知識修得などを指導していた。

## 現況
能登杜氏組合の主催する酒造講習会は平成13年に第100回を迎え、現在も続いている。
組合では、雇用保険、労務管理、賃金協定などの事務のほか、酒造技術講習会や研修会を行なっている。

## 能登流に属する主な杜氏
- 農口尚彦（石川県、菊姫合資会社『菊姫』、鹿野酒造『常きげん』）
- 波瀬正吉（静岡県、土井酒造場『開運』他）
- 天保正一（滋賀県、喜多酒造『喜楽長』）
- 道高良三（石川県、宗玄酒造『宗玄』）
- 中三郎（石川県、車多酒造『天狗舞』他）
- 三盃幸一（富山県、桝田酒造『満寿泉』）